# Nordrhein-Westfälische Gesellschaft für Endokrinologie und Diabetologie
Die Nordrhein-Westfälische Gesellschaft für Endokrinologie und Diabetologie e. V. ist eine Fachgesellschaft und Interessenvertretung für Personen, die in Nordrhein-Westfalen klinisch oder wissenschaftlich auf dem Gebiet der Endokrinologie oder Diabetologie tätig sind.
Die Gesellschaft, die im Jahre 1995 auf Initiative von Helmut Schatz gegründet wurde, ist zugleich die Landesgruppe Nordrhein-Westfalen der Deutschen Diabetes-Gesellschaft. Sie ist operativ tätig durch regelmäßige Tagungen, Wissenschaftspreise und Vernetzung. Junge Ärzte und Wissenschaftler können sich um Reisekostenzuschüsse zu endokrinologischen Tagungen bewerben.
Laut Satzung besteht der Zweck der Gesellschaft in der Förderung von Bildung, Forschung und Wissenschaft auf dem Gebiet der Endokrinologie und des Diabetes mellitus. Nach eigenen Angaben hat die Gesellschaft über 300 aktive Mitglieder.

## Wissenschaftspreise
Der Verein vergibt regelmäßig auf seiner Jahrestagung folgende Wissenschaftspreise:
- Karl-Oberdisse-Preis
- Posterpreise und Best Paper Awards